# 貨物取扱駅コード
貨物取扱駅コード（かもつとりあつかいえきコード）は、日本貨物鉄道が貨物取扱駅を識別する4桁の番号で 、1973年に日本国有鉄道が作成している。 貨車車票は発着駅を漢字表記と貨物取扱駅コードで記している。旅客鉄道各社の駅名コードとは異なる。
各貨物取扱駅コードが日本地図上に表現されている 貨物取扱駅コード図表は社員や関係者に配布され『貨物時刻表』に収録されている。

## 導入の背景
かつて、貨物列車を組成した駅は個々の車票から貨車連結順序表を作成して貨車それぞれの着駅を組成通報として主要停車駅へ伝達し、各駅は組成通報に従い構内作業を計画して列車到着に備えていた。
車票は漢字記載だが、組成通報は電信やテレタイプで片仮名記述に加え文字数制限により発駅が記述されず、誤報の抑止に窮していた。
1973年8月1日に、各駅に4桁の識別コードを設定し、車票は様式を縦書きから横書きヘ変更して駅名を漢字とコードで併記し、組成通報は発着駅をコードで表現する、本方式を使用開始している。

## 番号体系
導入時の貨物取扱駅数から4桁とされ、第1桁は北海道を1、九州を9として順に付与し地区を示す。第1桁を含めた上位2桁で総局・鉄道管理局が識別され次の表に対応を示す。
|             |   | 第2桁の数字              | 第2桁の数字              | 第2桁の数字              | 第2桁の数字              | 第2桁の数字            | 第2桁の数字              | 第2桁の数字              | 第2桁の数字              | 第2桁の数字      | 第2桁の数字 |
| 0           | 1 | 2                        | 3                        | 4                        | 5                        | 6                      | 7                        | 8                        | 9                        |                  |             |
| ----------- | - | ------------------------ | ------------------------ | ------------------------ | ------------------------ | ---------------------- | ------------------------ | ------------------------ | ------------------------ | ---------------- | ----------- |
| 第1桁の数字 | 1 | 釧路局（10・11）         | 釧路局（10・11）         | 旭川局（12・13・14）     | 旭川局（12・13・14）     | 旭川局（12・13・14）   | 北海道総局（15・16・17） | 北海道総局（15・16・17） | 北海道総局（15・16・17） | 青函局（18）     | N/A         |
| 第1桁の数字 | 2 | 盛岡局（20・21）         | 盛岡局（20・21）         | 秋田局（22・23）         | 秋田局（22・23）         | 仙台局（24・25）       | 仙台局（24・25）         | N/A                      | N/A                      | N/A              | N/A         |
| 第1桁の数字 | 3 | 新潟局（30・31）         | 新潟局（30・31）         | N/A                      | N/A                      | N/A                    | N/A                      | N/A                      | N/A                      | N/A              | N/A         |
| 第1桁の数字 | 4 | N/A                      | 高崎局（41）             | 水戸局（42）             | 千葉局（43）             | 東京北局（44）         | 東京南局（45）           | 東京西局（46）           | N/A                      | N/A              | N/A         |
| 第1桁の数字 | 5 | 長野局（50・51）         | 長野局（50・51）         | 静岡局（52・53）         | 静岡局（52・53）         | 名古屋局（54・55・56） | 名古屋局（54・55・56）   | 名古屋局（54・55・56）   | 金沢局（57・58）         | 金沢局（57・58） | N/A         |
| 第1桁の数字 | 6 | 大阪局（60・61）         | 大阪局（60・61）         | 天王寺局（62・63・64）   | 天王寺局（62・63・64）   | 天王寺局（62・63・64） | 福知山局（65）           | 米子局（66）             | 岡山局（67）             | N/A              | N/A         |
| 第1桁の数字 | 7 | 四国総局（70）           | N/A                      | N/A                      | N/A                      | N/A                    | N/A                      | N/A                      | N/A                      | N/A              | N/A         |
| 第1桁の数字 | 8 | 広島局（80・81）         | 広島局（80・81）         | N/A                      | N/A                      | N/A                    | N/A                      | N/A                      | N/A                      | N/A              | N/A         |
| 第1桁の数字 | 9 | 門司局（90・91・92・93） | 門司局（90・91・92・93） | 門司局（90・91・92・93） | 門司局（90・91・92・93） | 大分局（94）           | 熊本局（95）             | 鹿児島局（96）           | N/A                      | N/A              | N/A         |

1973年の導入当時に定めた下位2桁の規則を次に記す。
1. 線区の起点または起点に近い局分界駅から下り方向に、旅客駅を無視して01から始まる連番を付与する。例えば、広島鉄道管理局管内の山陽本線の場合、本郷駅は8001、西高屋駅は8002とする。
2. 貨物営業をしている国鉄自動車線および連絡社線は、各駅には番号を付与せず接続駅コードの次コードを代表コードとして付与する。例えば、三島駅は5201とし、三島駅接続の伊豆箱根鉄道は5202とする。
3. 荷扱所は管理駅コードの次コードを付与する。例えば、石岡駅は4207とし、柿岡荷扱所は4208とする。
4. 旅客駅であっても貨車による郵便または手小荷物取扱駅はコードを付与する。例えば、京都駅は6010とする。
5. 異例取扱貨物の発着駅もコードを付与する。例えば、上野駅は4446とする。
6. 小口扱貨物のみを取り扱う駅は、その線区の車扱貨物取扱駅へ連番を付与後にコードを付与する。例えば、仙台鉄道管理局管内の東北本線で車扱貨物取扱駅の最終が石越駅接続栗原電鉄線で2437とすれば、当該線区で小口扱貨物のみ取扱駅の最初の泉崎駅は2438とする。
7. 期間を限定して貨物を取り扱う駅には、都度コードを通達する。

現在は連絡社線内の駅を識別に2桁の枝番号が使われている。例えば、川崎貨物駅 (4506) で接続する神奈川臨海鉄道 (4507) の水江町駅は4507-01とする。車票のコード欄は4桁であり枝番号記入時は4桁数字の下に書き加えている。
旅客列車駅名コードと貨物取扱駅コードは、第1桁の地区表示以外に関連は無い。

## 番号の変遷
いくつかの駅コードは、次のように変遷している。
- 4105は、熊谷駅で貨物営業を廃止して熊谷貨物ターミナル駅へ開業時に付与している。
- 5423は、岐阜駅で貨物営業を廃止して岐阜貨物ターミナル駅へ開業時に付与している。
- 米原駅は、国鉄末期に分割民営化へ向け名古屋鉄道管理局から大阪鉄道管理局へ移管され、5429から6000へ変更されている。
- 多気駅は、1983年の貨物営業廃止時は天王寺鉄道管理局内で6406だが、1987年の貨物営業再開時は名古屋鉄道管理局内で5518を新規付与されている。
- 6049は、姫路駅で貨物営業を廃止して姫路貨物駅へ開業時に付与している。
- 6654は、浜田港駅を1982年に廃止し、岡見駅の貨物営業再開時に新規付与している。
- 7001は、高松貨物ターミナル駅開業時に付与し、高松駅は7001から7000へ変更されている。
- 8032は、防府駅で貨物営業を廃止して防府貨物駅へ開業時に付与している。